# Ronnie Clayton
Ronald "Ronnie" Clayton (Preston, 1934. augusztus 5. – 2010. október 29.) angol labdarúgó-középpályás, edző.
Az angol válogatott tagjaként részt vett az 1958-as labdarúgó-világbajnokságon.